# AFC Challenge Cup 2014
Navigation
Édition précédente Édition suivante
L'AFC Challenge Cup 2014 est la cinquième édition de l'AFC Challenge Cup, une compétition entre les équipes nationales des nations dites « émergentes » de la Confédération asiatique de football (AFC). La phase finale se déroule aux Maldives.

## Règlement
Les critères sont basés sur l'AFC Challenge Cup 2012. Contrairement aux éditions précédentes (à l'exception de l'édition inaugurale), aucune équipe n'est directement qualifiée pour la phase finale. Le finaliste, le Turkménistan et les Philippines, troisième, doivent passer par les qualifications pour entrer dans le tournoi final. À noter que le tenant du titre, la Corée du Nord ne participe pas à cette édition, car en tant que vainqueur de l'AFC Challenge Cup 2012, elle est directement qualifiée pour la Coupe d'Asie des nations de football 2015.

## Format
Vingt équipes ont exprimé leur intérêt pour participer à la compétition avant la date limite du 7 septembre 2012. Les Îles Mariannes du Nord feront leurs débuts après avoir été approuvé par le comité de l'AFC.
Les Maldives ont été désignées le 28 novembre 2012 pour accueillir la phase finale de la compétition.
Les vingt équipes participant aux qualifications ont été réparties en cinq groupes de quatre équipes où chaque groupe comporte une équipe de chaque pot.

## Les éliminatoires
Le tirage au sort s'est déroulé le 11 décembre 2012 à Kuala Lumpur, en Malaisie.

### Les participants
| Chapeau A                                    | Chapeau B                                           | Chapeau C                                             | Chapeau D                                         |
| -------------------------------------------- | --------------------------------------------------- | ----------------------------------------------------- | ------------------------------------------------- |
| Kirghizistan Laos Birmanie Népal Philippines | Turkménistan Palestine Tadjikistan Inde Afghanistan | Pakistan Bangladesh Sri Lanka Taipei chinois Cambodge | Macao Mongolie Brunei Guam Îles Mariannes du Nord |

## Qualification

### Phase de groupe

#### Groupe A
- Matchs disputés en Birmanie, à Yangon.

| Rang | Équipe         | Pts | J | G | N | P | Bp | Bc | Diff |  | Résultats (▼ dom., ► ext.) | Drapeau de la Birmanie | Drapeau de l'Inde | Drapeau de Guam | Drapeau du Taipei chinois |
| ---- | -------------- | --- | - | - | - | - | -- | -- | ---- |  | -------------------------- | ---------------------- | ----------------- | --------------- | ------------------------- |
| 1    | Birmanie       | 7   | 3 | 2 | 1 | 0 | 7  | 1  | +6   |  | Birmanie                   |                        | 1-0               | 5-0             | 1-1                       |
| 2    | Inde           | 6   | 3 | 2 | 0 | 1 | 6  | 2  | +4   |  | Inde                       |                        |                   | 4-0             | 2-1                       |
| 3    | Guam           | 3   | 3 | 1 | 0 | 2 | 3  | 9  | -6   |  | Guam                       |                        |                   |                 | 3-0                       |
| 4    | Taipei chinois | 1   | 3 | 0 | 1 | 2 | 2  | 6  | -4   |  | Taipei chinois             |                        |                   |                 |                           |

#### Groupe B
- Matchs disputés au Kirghizistan, à Bichkek.

| Rang | Équipe       | Pts | J | G | N | P | Bp | Bc | Diff |  | Résultats (▼ dom., ► ext.) | Drapeau du Kirghizistan | Drapeau du Tadjikistan | Drapeau du Pakistan | Drapeau de Macao |
| ---- | ------------ | --- | - | - | - | - | -- | -- | ---- |  | -------------------------- | ----------------------- | ---------------------- | ------------------- | ---------------- |
| 1    | Kirghizistan | 9   | 3 | 3 | 0 | 0 | 3  | 0  | +3   |  | Kirghizistan               |                         | 1-0                    | 1-0                 | 1-0              |
| 2    | Tadjikistan  | 6   | 3 | 2 | 0 | 1 | 4  | 1  | +3   |  | Tadjikistan                |                         |                        | 1-0                 | 3-0              |
| 3    | Pakistan     | 3   | 3 | 1 | 0 | 2 | 2  | 2  | 0    |  | Pakistan                   |                         |                        |                     | 2-0              |
| 4    | Macao        | 0   | 3 | 0 | 0 | 3 | 0  | 6  | -6   |  | Macao                      |                         |                        |                     |                  |

#### Groupe C
- Matchs disputés au Laos, à Vientiane.

| Rang | Équipe      | Pts | J | G | N | P | Bp | Bc | Diff |  | Résultats (▼ dom., ► ext.) |  |     | Drapeau du Sri Lanka | Drapeau de la Mongolie |
| ---- | ----------- | --- | - | - | - | - | -- | -- | ---- |  | -------------------------- |  | --- | -------------------- | ---------------------- |
| 1    | Afghanistan | 7   | 3 | 2 | 1 | 0 | 3  | 1  | +2   |  | Afghanistan                |  | 1-1 | 1-0                  | 1-0                    |
| 2    | Laos        | 5   | 3 | 1 | 2 | 0 | 6  | 4  | +2   |  | Laos                       |  |     | 4-2                  | 1-1                    |
| 3    | Sri Lanka   | 3   | 3 | 1 | 0 | 2 | 5  | 5  | 0    |  | Sri Lanka                  |  |     |                      | 3-0                    |
| 4    | Mongolie    | 1   | 3 | 0 | 1 | 2 | 1  | 5  | -4   |  | Mongolie                   |  |     |                      |                        |

#### Groupe D
- Matchs disputés au Népal, à Katmandou.

| Rang | Équipe                 | Pts | J | G | N | P | Bp | Bc | Diff |  | Résultats (▼ dom., ► ext.) |  |     | Drapeau du Népal | Drapeau des Îles Mariannes du Nord |
| ---- | ---------------------- | --- | - | - | - | - | -- | -- | ---- |  | -------------------------- |  | --- | ---------------- | ---------------------------------- |
| 1    | Palestine              | 7   | 3 | 2 | 1 | 0 | 10 | 0  | +10  |  | Palestine                  |  | 1-0 | 0-0              | 9-0                                |
| 2    | Bangladesh             | 6   | 3 | 2 | 0 | 1 | 6  | 1  | +5   |  | Bangladesh                 |  |     | 2-0              | 4-0                                |
| 3    | Népal                  | 4   | 3 | 1 | 1 | 1 | 6  | 2  | +4   |  | Népal                      |  |     |                  | 6-0                                |
| 4    | Îles Mariannes du Nord | 0   | 3 | 0 | 0 | 3 | 0  | 19 | -19  |  | Îles Mariannes du Nord     |  |     |                  |                                    |

#### Groupe E
- Matchs disputés aux Philippines, à Manille.
- Le 20 mars 2013, Brunei déclare forfait pour des raisons personnelles[5].

| Rang | Équipe       | Pts | J | G | N | P | Bp | Bc | Diff |  | Résultats (▼ dom., ► ext.) | Drapeau des Philippines | Drapeau du Turkménistan | Drapeau du Cambodge |
| ---- | ------------ | --- | - | - | - | - | -- | -- | ---- |  | -------------------------- | ----------------------- | ----------------------- | ------------------- |
| 1    | Philippines  | 6   | 2 | 2 | 0 | 0 | 9  | 0  | +9   |  | Philippines                |                         | 1-0                     | 8-0                 |
| 2    | Turkménistan | 3   | 2 | 1 | 0 | 1 | 7  | 1  | +6   |  | Turkménistan               |                         |                         | 7-0                 |
| 3    | Cambodge     | 0   | 0 | 0 | 0 | 2 | 0  | 15 | -15  |  | Cambodge                   |                         |                         |                     |

### Meilleurs seconds
- En plus des vainqueurs des différents groupes, les deux meilleurs deuxièmes des qualifications sont qualifiés pour la phase finale. Ils sont désignés en comptabilisant dans chaque groupe les résultats des deuxièmes contre les premiers et les troisièmes. Ceci en raison du retrait de Brunei, ce qui fait que le groupe E ne comporte plus que trois nations.
- Le classement des meilleurs deuxièmes est établi en prenant en compte successivement :
  - le nombre de points
  - la différence de buts
  - le nombre de buts inscrits
  - classement du fair-play
  - tirage au sort[6].

| Groupe | Équipe       | J | G | N | P | Bp | Bc | Diff | Pts |
| ------ | ------------ | - | - | - | - | -- | -- | ---- | --- |
| C      | Laos         | 2 | 1 | 1 | 0 | 5  | 3  | +2   | 4   |
| E      | Turkménistan | 2 | 1 | 0 | 1 | 7  | 1  | +6   | 3   |
| A      | Inde         | 2 | 1 | 0 | 1 | 4  | 1  | +3   | 3   |
| D      | Bangladesh   | 2 | 1 | 0 | 1 | 2  | 1  | +1   | 3   |
| B      | Tadjikistan  | 2 | 1 | 0 | 1 | 1  | 1  | 0    | 3   |

## Phase finale

### Qualifiés
| Pays         | Qualifié en tant que  | Qualifié depuis le | Précédentes apparitions dans ce tournoi |
| ------------ | --------------------- | ------------------ | --------------------------------------- |
| Maldives     | Pays-hôte             | 28 novembre 2012   | 1 (2012)                                |
| Afghanistan  | Vainqueur du groupe C | 6 mars 2013        | 2 (2006, 2008)                          |
| Birmanie     | Vainqueur du groupe A | 6 mars 2013        | 2 (2008, 2010)                          |
| Palestine    | Vainqueur du groupe D | 6 mars 2013        | 2 (2006, 2012)                          |
| Kirghizistan | Vainqueur du groupe B | 21 mars 2013       | 1 (2010)                                |
| Laos         | Deuxième du groupe C  | 26 mars 2013       | 0                                       |
| Philippines  | Vainqueur du groupe E | 26 mars 2013       | 1 (2012)                                |
| Turkménistan | Deuxième du groupe E  | 26 mars 2013       | 3 (2008, 2010, 2012)                    |

### Phase de poules

#### Groupe A
| Équipe       | J | V | N | D | Bp | Bc | Diff | Pts |
| ------------ | - | - | - | - | -- | -- | ---- | --- |
| Palestine    | 3 | 2 | 1 | 0 | 3  | 0  | +3   | 7   |
| Maldives     | 3 | 1 | 1 | 1 | 4  | 3  | +1   | 4   |
| Kirghizistan | 3 | 1 | 0 | 2 | 1  | 3  | -2   | 3   |
| Birmanie     | 3 | 1 | 0 | 2 | 3  | 5  | -2   | 3   |

| 19 mai 2014 | Palestine      | 1-0 | Kirghizistan | Galolhu National Stadium, Malé               |                                              |
| 16:00       | Abuhabib 90+6e |     |              | Spectateurs : 500 Arbitrage : Yudai Yamamoto | Spectateurs : 500 Arbitrage : Yudai Yamamoto |
| 16:00       | Rapport        |     |              | Spectateurs : 500 Arbitrage : Yudai Yamamoto | Spectateurs : 500 Arbitrage : Yudai Yamamoto |

| 19 mai 2014 | Maldives                 | 2-3     | Birmanie                                     | Galolhu National Stadium, Malé                   |                                                  |
| 21:00       | Umair 55e · Ashfaq 90+6e |         | 39e 90+5e Kyaw Ko Ko · 45+1e Nyein Chan Aung | Spectateurs : 8 300 Arbitrage : Abdullah Balideh | Spectateurs : 8 300 Arbitrage : Abdullah Balideh |
| 21:00       |                          | Rapport | 17e, 22e Thein Zaw                           | Spectateurs : 8 300 Arbitrage : Abdullah Balideh | Spectateurs : 8 300 Arbitrage : Abdullah Balideh |

| 21 mai 2014 | Birmanie | 0-2 | Palestine                   | Galolhu National Stadium, Malé                   |                                                  |
| 16:00       |          |     | 45+4e Abuhabib · 50e Nu'man | Spectateurs : 600 Arbitrage : Nagor Amir Mohamed | Spectateurs : 600 Arbitrage : Nagor Amir Mohamed |
| 16:00       | Rapport  |     |                             | Spectateurs : 600 Arbitrage : Nagor Amir Mohamed | Spectateurs : 600 Arbitrage : Nagor Amir Mohamed |

| 21 mai 2014 | Kirghizistan | 0-2     | Maldives       | Galolhu National Stadium, Malé          |                                         |
| 21:00       |              |         | 61e 71e Ashfaq | Spectateurs : 8 000 Arbitrage : Wang Di | Spectateurs : 8 000 Arbitrage : Wang Di |
| 21:00       | Askarov 59e  | Rapport |                | Spectateurs : 8 000 Arbitrage : Wang Di | Spectateurs : 8 000 Arbitrage : Wang Di |

| 23 mai 2014 | Maldives | 0-0 | Palestine | Galolhu National Stadium, Malé                 |                                                |
| 21:00       |          |     |           | Spectateurs : 8 300 Arbitrage : Yudai Yamamoto | Spectateurs : 8 300 Arbitrage : Yudai Yamamoto |
| 21:00       | Rapport  |     |           | Spectateurs : 8 300 Arbitrage : Yudai Yamamoto | Spectateurs : 8 300 Arbitrage : Yudai Yamamoto |

| 23 mai 2014 | Kirghizistan | 1-0 | Birmanie | Hithadhoo Zone Stadium, Addu City          |                                            |
| 21:00       | Verevkin 17e |     |          | Spectateurs : 300 Arbitrage : Ko Hyung-jin | Spectateurs : 300 Arbitrage : Ko Hyung-jin |
| 21:00       | Rapport      |     |          | Spectateurs : 300 Arbitrage : Ko Hyung-jin | Spectateurs : 300 Arbitrage : Ko Hyung-jin |

#### Groupe B
| Équipe       | J | V | N | D | Bp | Bc | Diff | Pts |
| ------------ | - | - | - | - | -- | -- | ---- | --- |
| Philippines  | 3 | 2 | 1 | 0 | 4  | 0  | 4    | 7   |
| Afghanistan  | 3 | 1 | 2 | 0 | 3  | 1  | 2    | 5   |
| Turkménistan | 3 | 1 | 0 | 2 | 6  | 6  | 0    | 3   |
| Laos         | 3 | 0 | 1 | 2 | 1  | 7  | -6   | 1   |

| 20 mai 2014 | Turkménistan                                                                       | 5-1 | Laos           | Hithadhoo Zone Stadium, Addu City |                          |
| 16:00       | Baýramow 42e · Durdyýew 50e (pen.) 84e · Keodouangdeth 55e (csc) · Hojaahmedow 86e |     | 33e Sayavutthi | Arbitrage : Ko Hyung-jin          | Arbitrage : Ko Hyung-jin |
| 16:00       | Rapport                                                                            |     |                | Arbitrage : Ko Hyung-jin          | Arbitrage : Ko Hyung-jin |

| 20 mai 2014 | Philippines | 0-0 | Afghanistan | Hithadhoo Zone Stadium, Addu City                |                                                  |
| 21:00       |             |     |             | Spectateurs : 500 Arbitrage : Valentin Kovalenko | Spectateurs : 500 Arbitrage : Valentin Kovalenko |
| 21:00       | Rapport     |     |             | Spectateurs : 500 Arbitrage : Valentin Kovalenko | Spectateurs : 500 Arbitrage : Valentin Kovalenko |

| 22 mai 2014 | Laos    | 0-2 | Philippines             | Hithadhoo Zone Stadium, Addu City                |                                                  |
| 16:00       |         |     | 41e Rota · 63e Reichelt | Spectateurs : 300 Arbitrage : Dmitriy Mashentsev | Spectateurs : 300 Arbitrage : Dmitriy Mashentsev |
| 16:00       | Rapport |     |                         | Spectateurs : 300 Arbitrage : Dmitriy Mashentsev | Spectateurs : 300 Arbitrage : Dmitriy Mashentsev |

| 22 mai 2014 | Afghanistan                                   | 3-1     | Turkménistan                 | Hithadhoo Zone Stadium, Addu City                  |                                                    |
| 21:00       | Fakhruddin 45+1e · Hatifi 61e · Shayesteh 86e |         | 64e Muhadow                  | Spectateurs : 1 500 Arbitrage : Jameel Abdulhusain | Spectateurs : 1 500 Arbitrage : Jameel Abdulhusain |
| 21:00       |                                               | Rapport | 73e Gorbunov · 84e Annarozov | Spectateurs : 1 500 Arbitrage : Jameel Abdulhusain | Spectateurs : 1 500 Arbitrage : Jameel Abdulhusain |

| 24 mai 2014 | Turkménistan | 0–2 | Philippines                        | National Football Stadium, Malé                  |                                                  |
| 16:00       |              |     | 49e P. Younghusband · 73e Reichelt | Spectateurs : 500 Arbitrage : Nagor Amir Mohamed | Spectateurs : 500 Arbitrage : Nagor Amir Mohamed |
| 16:00       | Rapport      |     |                                    | Spectateurs : 500 Arbitrage : Nagor Amir Mohamed | Spectateurs : 500 Arbitrage : Nagor Amir Mohamed |

| 24 mai 2014 | Afghanistan | 0–0 | Laos | Addu Football Stadium, Addu City                 |                                                  |
| 16:00       |             |     |      | Spectateurs : 600 Arbitrage : Valentin Kovalenko | Spectateurs : 600 Arbitrage : Valentin Kovalenko |
| 16:00       | Rapport     |     |      | Spectateurs : 600 Arbitrage : Valentin Kovalenko | Spectateurs : 600 Arbitrage : Valentin Kovalenko |

### Phase finale

#### Demi-finales
| 27 mai 2014 | Palestine             | 2-0 | Afghanistan | National Football Stadium, Malé            |                                            |
| 15:30       | Nu'man 43e (pen.) 47e |     |             | Spectateurs : 500 Arbitrage : Ko Hyung-jin | Spectateurs : 500 Arbitrage : Ko Hyung-jin |
| 15:30       | Rapport               |     |             | Spectateurs : 500 Arbitrage : Ko Hyung-jin | Spectateurs : 500 Arbitrage : Ko Hyung-jin |

| 25 mai 2014 | Philippines                                          | 3–2 a. p. | Maldives                | National Football Stadium, Malé                  |                                                  |
| 21:00       | P. Younghusband 19e · Lucena 38e · C. Greatwich 104e |           | 36e Umair · 66e Abdulla | Spectateurs : 8 300 Arbitrage : Abdullah Balideh | Spectateurs : 8 300 Arbitrage : Abdullah Balideh |
| 21:00       | Rapport                                              |           |                         | Spectateurs : 8 300 Arbitrage : Abdullah Balideh | Spectateurs : 8 300 Arbitrage : Abdullah Balideh |

#### Match pour la troisième place
| 29 mai 2014 | Afghanistan                                                                             | 1-1             | Maldives                                                                          | National Football Stadium, Malé                    |                                                    |
| 21:00       | Karimi 114e                                                                             |                 | 118e Fasir                                                                        | Spectateurs : 6 500 Arbitrage : Dmitriy Mashentsev | Spectateurs : 6 500 Arbitrage : Dmitriy Mashentsev |
| 21:00       | Rapport                                                                                 |                 |                                                                                   | Spectateurs : 6 500 Arbitrage : Dmitriy Mashentsev | Spectateurs : 6 500 Arbitrage : Dmitriy Mashentsev |
| 21:00       | Alikhil · Zazai · Hadid · Karimi · Faqiryar · Sharityar · Daudi · Sakhizada · Shayesteh | Tirs au but 7–8 | Ashfaq · Abdul Ghanee · Fasir · Rilwan · Qasim · Rasheed · Ali · Mohamed · Fazeel | Spectateurs : 6 500 Arbitrage : Dmitriy Mashentsev | Spectateurs : 6 500 Arbitrage : Dmitriy Mashentsev |

#### Finale
| 30 mai 2014 | Palestine  | 1–0 | Philippines | National Football Stadium, Malé                    |                                                    |
| 21:00       | Nu'man 59e |     |             | Spectateurs : 6 300 Arbitrage : Valentin Kovalenko | Spectateurs : 6 300 Arbitrage : Valentin Kovalenko |
| 21:00       | Rapport    |     |             | Spectateurs : 6 300 Arbitrage : Valentin Kovalenko | Spectateurs : 6 300 Arbitrage : Valentin Kovalenko |

### Buteurs
4 goals
- Ashraf Nu'man

3 goals
- Ali Ashfaq

2 goals
| - Mohammad Umair - Kyaw Ko Ko | - Abdelhamid Abuhabib - Patrick Reichelt | - Phil Younghusband - Didar Durdyýew |

1 goal
| - Zohib Islam Amiri - Ahmad Hatifi - Hamidullah Karimi - Faysal Shayesteh - Vladimir Verevkin | - Khampheng Sayavutthi - Assadhulla Abdulla - Ali Fasir - Nyein Chan Aung - Chris Greatwich | - Jerry Lucena - Simone Rota - Döwlet Baýramow - Bahtiýar Hojaahmedow - Süleýman Muhadow |

Contre-son-camp
- Vathana Keodouangdeth (pour le  Turkménistan)